# Скалярная кривизна
Скалярная кривизна — два из инвариантов риманова многообразия, получаемый свёрткой тензора Риччи с метрическим тензором.
Обычно обозначается {\displaystyle \mathrm {Sc} } или {\displaystyle \mathrm {R} }.

## Определение
Скалярную кривизну можно определить как след тензора Риччи
или как удвоенный след оператора кривизны.
Пользуясь соглашением Эйнштейна, это можно записать через компоненты метрического тензора {\displaystyle g} и тензора Риччи {\displaystyle \mathrm {Ric} }
{\displaystyle R=g^{\mu \nu }\,\mathrm {Ric} _{\mu \nu }.}

## Уравнения гравитационного поля
В общей теории относительности функционал действия для гравитационного поля выражается посредством интеграла по четырёхмерному объёму от скалярной кривизны:
{\displaystyle S_{G}=\varkappa \int \limits _{M}R}
Поэтому уравнения гравитационного поля могут быть получены путём взятия производной Эйлера — Лагранжа от скалярной плотности кривизны {\displaystyle R}.

## Свойства
- Для двумерных римановых многообразий скалярная кривизна совпадает с удвоенной гауссовой кривизной многообразия.
  - Интеграл от гауссовой кривизны по компактной поверхности равен эйлеровой характеристике поверхности умноженной на {\displaystyle 2\pi } — это утверждение составляет суть теоремы Гаусса — Бонне.